# Agrypon tricolor
Agrypon tricolor là một loài tò vò trong họ Ichneumonidae.